# Dynamisch systeem
In de systeemtheorie is een dynamisch systeem een systeem dat zich in een tijdsafhankelijke toestand bevindt, waarbij de toestand na een bepaald moment volledig bepaald wordt door de toestand op dat moment en de acties die de omgeving vanaf dat moment op het systeem uitoefent. Een systeem waarbij de toestand na een bepaald moment mede bepaald wordt door het verleden van het systeem kan ook onder dit model gebracht worden door de toestand te herdefiniëren zo dat het relevante verleden (het "geheugen" van het systeem) onderdeel van de toestand wordt gemaakt.
De "tijd" kan in het model continu zijn of in discrete stappen verlopen. In het laatste geval zijn soms de tijdsintervallen niet relevant, maar gaat het slechts om de volgorde van de toestanden. Een voorbeeld is een schaakpartij zonder tijdmeting; de toestand wordt gegeven door de stand van de stukken, de kleur die aan zet is, en enkele tellers in verband met remise; de acties zijn de zetten).  In dat geval ligt nummering van de toestanden meer voor de stand dan er tijden aan te koppelen.
De toestand wordt (in een wiskundig model van het systeem) vaak beschreven met een of meer getallen die van de tijd afhangen.
Bij een systeem gaat het vaak om een relatie tussen een inputsignaal (ook excitatie genoemd) en een outputsignaal.
Een belangrijke eigenschap van een dynamisch systeem is of zijn gedrag al dan niet lineair is. Dit betekent dat de respons op een lineaire combinatie van excitaties gelijk is aan dezelfde lineaire combinatie van de responsen op de afzonderlijke excitaties. Een lineair continu systeem met een toestand beschreven door een getal kan vaak wiskundig worden beschreven door een lineaire differentiaalvergelijking.
Tijdinvariantie betekent dat, indien de excitaties in de tijd worden verschoven, de responsen ongewijzigd blijven, behalve dat ze over een gelijk tijdsinterval worden verschoven als de excitaties. Het wil niet zeggen dat de toestand tijdinvariant is. Een lineair tijdinvariant continu systeem kan beschreven worden door een lineaire differentiaalvergelijking met constante coëfficiënten.
Een dynamisch systeem met beide eigenschappen is een lineair tijdinvariant systeem.
Een lineair (dynamisch) systeem is slechts een model: een werkelijk systeem gedraagt zich hooguit bij benadering lineair, en dan nog vaak alleen binnen bepaalde grenzen. Deze vereenvoudiging heet lineariseren, en het nut hiervan is dat het mogelijk is met relatief eenvoudige middelen het gedrag van het systeem te beschrijven en te regelen.